# František Vláčil
František Vláčil (19. února 1924 Český Těšín – 27. ledna 1999 Praha) byl český  filmový režisér a scenárista. Jeho filmy Marketa Lazarová a Údolí včel jsou dnes filmovými odborníky považovány za vrcholná díla české kinematografie. Na MFF Karlovy Vary byl v roce 1998 oceněn za přínos světové kinematografii.

## Život a dílo
František Vláčil se narodil v polské nemocnici v Českém Těšíně do rodiny legionáře a důstojníka armády Františka Vláčila (1891 Tršice u Olomouce – 1973) a Anny, rozené Vackové (1899 Smolotely u Příbrami – 1973), kteří uzavřeli sňatek 5. března 1923 tamtéž. Po několika letech se rodina vzhledem k převelení otce přestěhovala do tehdejšího Místku, kde František začal navštěvovat obecnou školu a kde se 28. ledna 1930 narodil jeho mladší bratr Vladimír. Tam také začal v roce 1935 chodit na reálné gymnázium, v březnu 1938 ho však rodiče kvůli prospěchu přehlásili do Brna na gymnázium v Husovicích, kde zpočátku bydlel u příbuzných, než se sem po převelení otce do židenických kasáren přestěhovala celá rodina. Jeho prospěch se v Brně nijak nezlepšil, kvartu musel opakovat, byl však nadaný kreslíř. V září 1941 se stal náhodným účastníkem železniční nehody na nádraží v Brně-Židenicích. Ještě jako gymnazista byl na podzim 1943 totálně nasazen v Kolíně nad Rýnem a v Rájci-Jestřebí, poté v květnu 1944 jako dvacetiletý gymnázium dokončil. Ke konci války pracoval na zákopech a pobýval u strýce v Tršicích, těsně po osvobození dělal krátce písaře na MNV v Židenicích. V letech 1945–1947 absolvoval základní vojenskou službu (Brno, Praha-Kbely, Olomouc), kde sloužil mj. s budoucími cestovateli Zikmundem a Hanzelkou. Po návratu z vojny se v roce 1947 v Brně zapsal ke studiu farmacie, kam ale nenastoupil a začal krátce studovat Vysokou školu uměleckoprůmyslovou v Praze u profesorů Strnadela a Tichého. Kvůli absenci existenčního zázemí v Praze se ale vrátil k rodičům do Brna, kde v letech 1947–1951 vystudoval dějiny umění a estetiku na Filozofické fakultě Masarykovy univerzity (u profesorů Alberta Kutala, Antonína Friedla aj.).
O film se zajímal již v průběhu studia a během něj byl zaměstnán v brněnském studiu kresleného a loutkového filmu (sídlilo na Jiráskově ul. 30), kde vystřídal všechny potřebné profese. Po zrušení organizace pak v letech 1949–1951 přešel do studia populárně vědeckých a naučných filmů, kde režíroval instruktážní a populárně-vědecké filmy, na nichž s ním jako scenáristé spolupracovali Vladimír Sís a také bývalý spolužák z husovického gymnázia, pozdější docent estetiky na MU Oleg Sus. Ve studiu se také seznámil se svou první manželkou Alenou Texelovou, se kterou se oženil v Brně roku 1949 (rozvod v roce 1955).
V roce 1951 byl povolán na mimořádné vojenské cvičení, během kterého ve filmovém studiu Československého armádního filmu v Praze točil různé instruktážní a propagandistické snímky a pracoval zde následujících sedm let, i po propuštění z armády roku 1955. Koncem roku 1955 natáčel s kameramanem Josefem Illíkem reportáž z mezinárodních střeleckých závodů v čínském Pekingu, kde onemocněl virovým onemocněním a zápalem plic. Od roku 1958 pak začal působit na Barrandově.
Jelikož mu byl v Praze přidělen byt v konfiskované vile pod Barrandovem (bydlel tam až do roku 1977), zůstal zde již a z Brna se za ním později přestěhovala i manželka Alena, se kterou se ale v únoru 1955 rozvedl. Již v listopadu téhož roku se znovu oženil s Věrou Peštukovou, která 4. června 1956 porodila syna Františka. Později se jim narodil ještě syn Jan. Toto druhé manželství skončilo opět rozvodem v roce 1982.
Na Barrandově debutoval až v roce 1960 filmem Holubice, kterým se zařadil mezi nejpozoruhodnější filmové tvůrce tzv. československé nové vlny 60. let 20. století. Film byl oceněn na MFF v Benátkách. Následovala historická balada Ďáblova past (1961). Největší ohlas mu ale přinesl dlouho připravovaný, dlouho natáčený a upravovaný film Marketa Lazarová. Složitá historická filmová freska s tehdy debutující mladičkou slovenskou herečkou Magdou Vášáryovou v hlavní roli Markety. Jedná se o úchvatný psychologický film plný obrazových metafor. S Vláčilem na něm spolupracovali přední čeští výtvarníci jako tvůrci kostýmů a dekorací (Theodor Pištěk, Jan Koblasa). V anketě kritiků byl film Markéta Lazarová prohlášen za nejvýznamnější film století. Film byl i na tehdejší poměry velice nákladný (jednalo se do té doby o vůbec nejdražší český film). Aby se část nákladů vrátila zpět, byl ve stejných kulisách a dekoracích natočen další historický film Údolí včel s Petrem Čepkem v hlavní roli. Čepek zazářil i v dalším barevném snímku Adelheid.

Za nadcházející normalizace, kdy filmová studia ovládal stranický aparátčík, ústřední dramaturg Ludvík Toman, bylo v roce 1970 Vláčilovi zrušeno členství v KSČ, jelikož sám nepožádal o obnovení a kvůli pasivitě. Neměl sice přímý zákaz pracovat na Barrandově, ale raději odešel do Krátkého filmu, kde natočil několik krátkometrážních filmů, z nichž patrně vůbec nejpozoruhodnější je film Praha secesní z roku 1974. Něžně poetický byl i vánočně laděný dětský film Pověst o stříbrné jedli. V té době jen obtížně hledal témata, která by mu prošla.

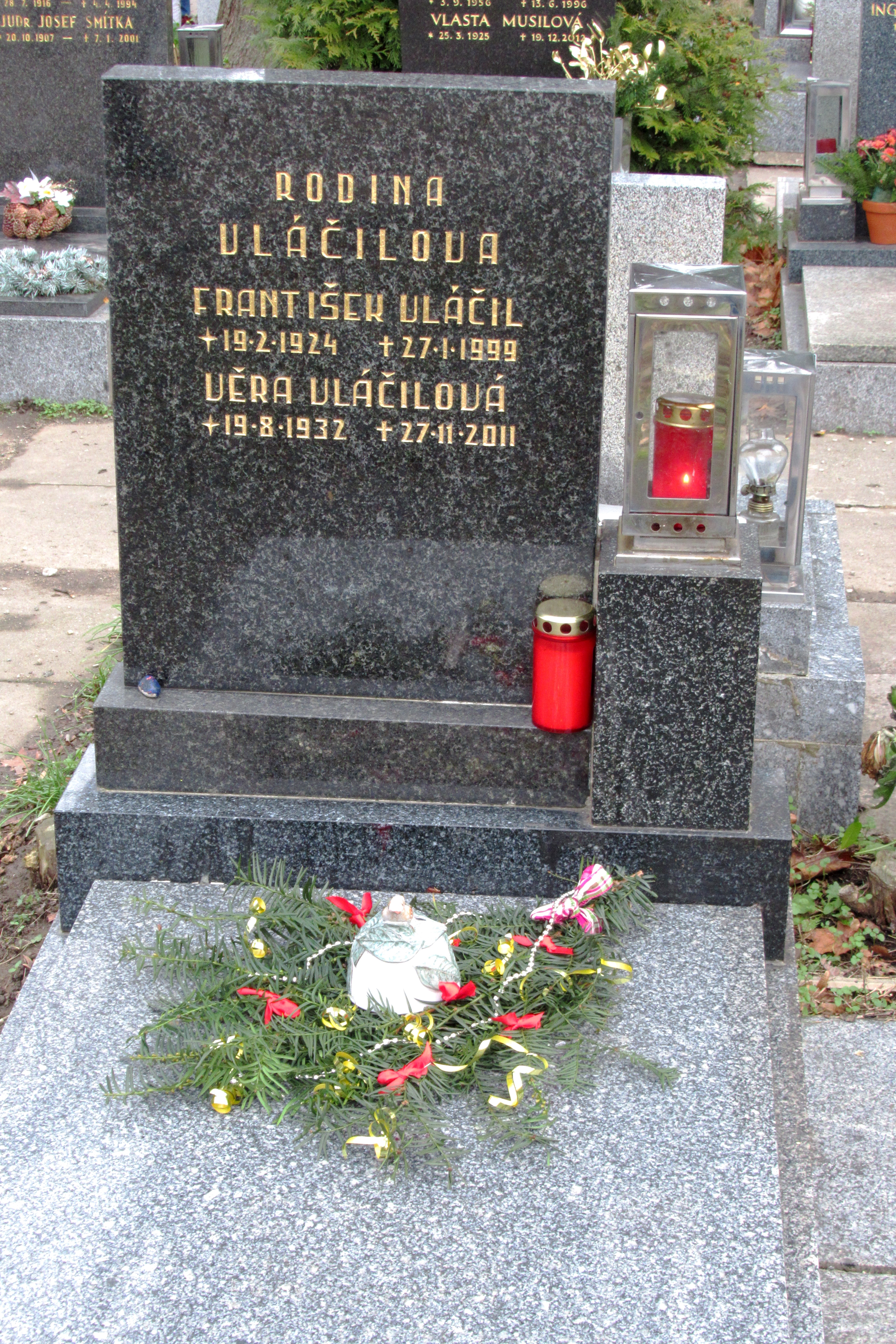
Hrob Františka Vláčila na pražském hřbitově Malvazinky

V 1. polovině 70. let vyvrcholily jeho dlouholeté problémy s alkoholem, kterým jako neurastenický introvert řešil už od mládí stresové situace. Po smrti obou rodičů v roce 1973 se ocitl i před soudem kvůli řízení automobilu pod vlivem alkoholu a posléze byl po dvou neúspěšných pokusech o sebevraždu v roce 1975 a pobytu v bohnické psychiatrické léčebně nucen nastoupit protialkoholní léčení u Apolináře. Později k tomu přibylo i nucené stěhování z barrandovské vily na sídliště Homolka (1977).
Z krizové životní situace ho vytrhla práce na filmu Dým bramborové natě – smutný, tísnivý a psychologicky těžký příběh Rudolfem Hrušínským v hlavní roli, do které si ho Vláčil přes odpor prosadil. Následoval dramatický příběh Stíny horkého léta podle scénáře Jiřího Křižana. Výrazný režisérský rukopis nese i biografický film o skladateli Antonínu Dvořákovi Koncert na konci léta, natočený podle scénáře Zdeňka Mahlera. Výrazné jsou i jeho poslední snímky Hadí jed (kde byl poprvé použit steadicam), Stín kapradiny a Mág z 2. poloviny 80. let.
Po druhém rozvodu a sňatku s Olgou Štrucovou v roce 1983 dostal nakonec byt v Dejvicích v Čínské ulici č. 5, předchozí přenechal bývalé manželce a synům. Po jmenování národním umělcem ukončil v roce 1989 práci na Barrandově a odešel do důchodu. Svůj čas trávil v Praze a na chalupě v Jizerských horách.
Zemřel 27. ledna 1999 v pražské nemocnici Na Bulovce po silné srdeční arytmii, která se objevila druhý den po opakované operaci kyčle v důsledku předchozí úrazem utrpěné zlomeniny krčku. Je pohřben na hřbitově Malvazinky.

## Ocenění

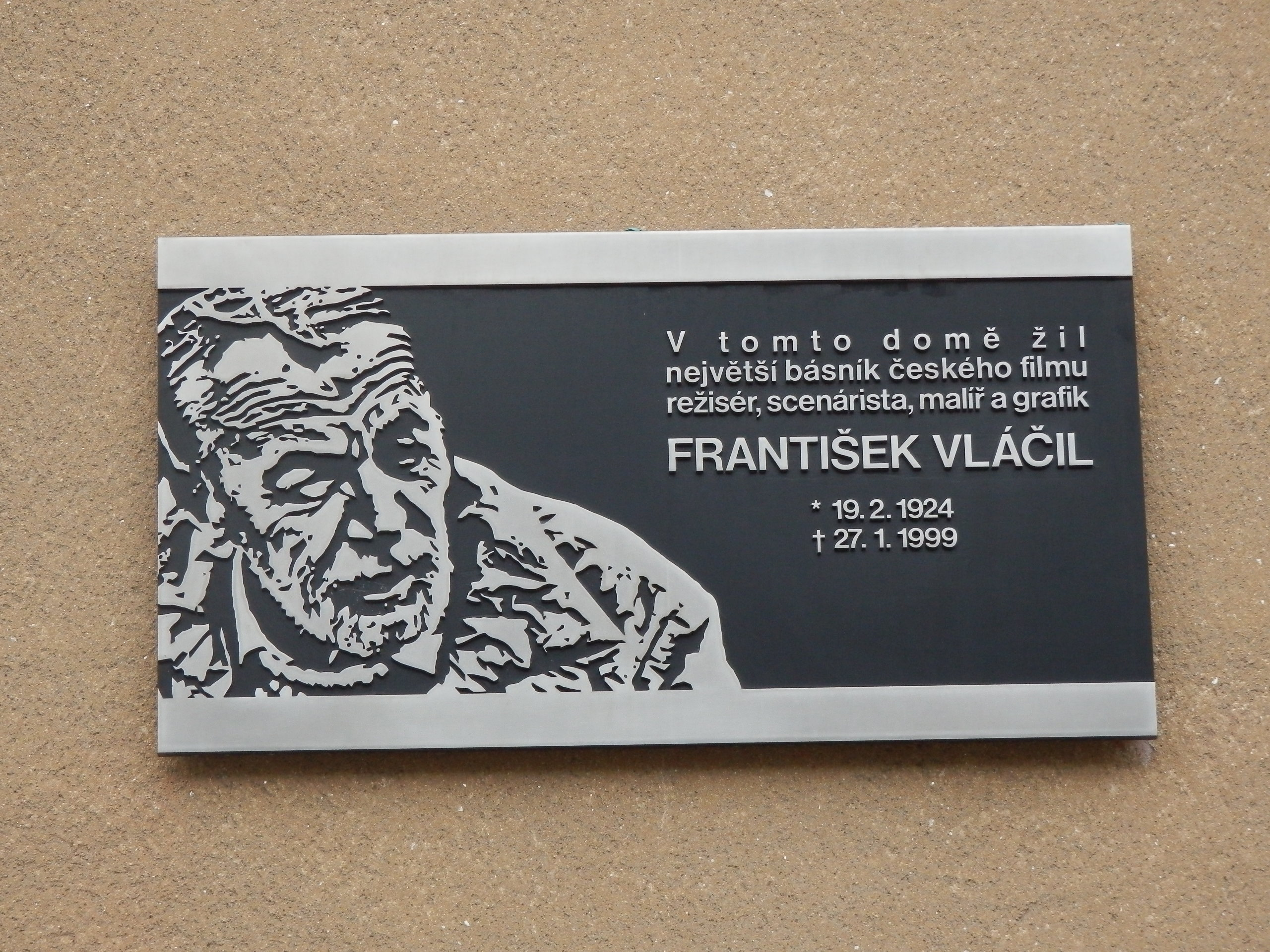
Pamětní deska Františka Vláčila v Praze 6, Čínská 5/748

V roce 1968 byl jmenován zasloužilým umělcem.
V roce 1980 se osobně zúčastnil retrospektivy svých filmů v Buenos Aires, která proběhla po předchozích prezentacích světových režisérů Ingmara Bergmana a Federica Felliniho.
V roce 1982 byla promítána menší kolekce jeho filmů v Tokiu.
V roce 1988 byl jmenován národním umělcem.
V roce 1994 obdržel ocenění Český lev za celoživotní umělecký přínos českému filmu. V letech 1995 až 1999 působil jako prezident České filmové a televizní akademie. Na Mezinárodním filmovém festivalu v Karlových Varech roku 1998 obdržel hlavní cenu za mimořádný umělecký přínos světové kinematografii.
V roce 2013 získal in memoriam Cenu Ministerstva kultury za přínos v oblasti kinematografie a audiovize.

## Filmografie, výběr

### Film (režie)
- 1950 Úrazy elektřinou v průmyslu (krátkometrážní film)
- 1950 Lék č. 2357 (krátkometrážní film)
- 1950 Hospodaření elektřinou (krátkometrážní film)
- 1951 Tepelná revoluce (krátkometrážní film)
- 1953 Létání bez vidu podle systému OSP (krátkometrážní film)
- 1956 Posádka na štítě (krátkometrážní film)
- 1956 Dopisy z fronty (krátkometrážní film)
- 1956 Lesy našich vojenských prostorů (krátkometrážní film)
- 1957 Vojenská maturita (krátkometrážní film)
- 1957 Skleněná oblaka (krátkometrážní film)
- 1960 Pronásledování (krátkometrážní film)
- 1960 Holubice
- 1961 Ďáblova past
- 1967 Marketa Lazarová (natočen na motivy stejnojmenného románu Vladislava Vančury)
- 1967 Údolí včel (natočen na motivy stejnojmenného románu Vladimíra Körnera)
- 1969 Adelheid
- 1973 Pověst o stříbrné jedli
- 1974 Sirius (krátkometrážní film)
- 1974 Praha secesní (krátkometrážní film)
- 1976 Dým bramborové natě
- 1977 Stíny horkého léta
- 1975 Koncert na konci léta (film o hudebním skladateli Antonínu Dvořákovi podle scénáře Zdeňka Mahlera)
- 1981 Hadí jed
- 1983 Pasáček z doliny
- 1984 Stín kapradiny
- 1987 Mág

### Televize (režie)
- 1985 Albert

### Role ve filmu
- 1983 Slavnosti sněženek (role starý myslivec)

- 1985 Vesničko má středisková (role Adolf Ticháček)

## V kultuře

### Výstavy
- 2008 – František Vláčil: Zápasy, Konírna Pražského hradu, kurátor: Pavel Jiras)[5]